# Pentidotea aculeata
Pentidotea aculeata är en kräftdjursart som beskrevs av Stafford 1913. Pentidotea aculeata ingår i släktet Pentidotea och familjen tånglöss. Inga underarter finns listade i Catalogue of Life.